# Бармашёв, Николай Михайлович
Николай Михайлович Бармашёв (род. 27 октября 1922, Шахты, Донецкая губерния) — советский футболист, нападающий.

## Биография
Участник Великой Отечественной войны. Награждён орденом Отечественной войны II степени (6 апреля 1985) и медалью «За победу над Германией в Великой Отечественной войне 1941—1945 гг.» (5 января 1946).
Проходил службу в 7-й отдельной танковой дивизии, где занимался футболом.
В 1949 году он был приглашён в минское «Динамо», выступавшее в высшем дивизионе СССР. На следующий год стал лучшим бомбардиром команды, забив 11 мячей, однако по итогам сезона клуб выбыл в низший дивизион. Всего на высшем уровне отыграл 41 встречу.
Завершил карьеру футболиста в стане харьковского «Локомотива» в 1954 году.